# ABC News
Ne doit pas être confondu avec ABC News (Australie).
ABC News est le département de l'information du réseau de télévision américain American Broadcasting Company (ABC). Il produit et réalise les différentes émissions d'information de la chaîne, dont son programme phare ABC World News, la matinale Good Morning America, le bulletin de la nuit Nightline, les magazines Primetime et 20/20, et la matinale du dimanche This Week with Christiane Amanpour. Il réalise également ABC's Newsmagazine et le programme d'information World News Now.
ABC News possède des locaux situés au 121-135 West End Avenue à New York, un immeuble de six étages.

## Histoire
ABC a commencé par des émissions radiophoniques pour le compte de l'État avant de devenir une société indépendante en 1943. Les journaux télévisés de ABC NEWS ont débuté peu de temps après que ABC a commencé la transmission de son siège initial à New York (WABC-TV) à la fin de l'été 1948. Tout au long des années 1950, 1960 et au début des années 1970, ABC News est régulièrement classé troisième en termes d'audience derrière CBS et NBC.
En 1977, Roone Arledge est nommé président de la nouvelle division information ABC News en plus d'être président d'ABC Sports,. 
Le 28 juin 2005, un podcast ABC News a été lancé sur iTunes à la suite d'un contrat entre Disney et Apple.
Le 7 août 2005, Peter Jennings, présentateur vedette de World News Tonight, décède à l'âge de 67 ans. La section de West End Avenue devant le bâtiment a été rebaptisée « Peter Jennings Way » en 2006 en honneur du présentateur vedette d'ABC News.
Le 4 avril 2008, UTV associé à Disney-ABC International Television lance une nouvelle chaîne en Inde, UTVi, syndication partielle des programmes d'ABC News.
Le 24 février 2010, David Westin, président d'ABC News annonce une restructuration du service d'information d'ABC comprenant la possible suppression de deux à trois cents postes. Le 3 décembre 2010, Disney annonce la nomination de Ben Sherwood (en), producteur de Good Morning America depuis avril 2004, comme président d'ABC News en remplacement de David Westin qui avait annoncé son départ en septembre.
Le 3 octobre 2011, Yahoo! News et ABC News forment une alliance journalistique, ABC News filiale de Disney devenant le principal fournisseur d'actualités de Yahoo! tandis que les équipes éditoriales et commerciales travailleront de concert.
Le 7 mai 2012, ABC News et Univision annoncent la création en 2013 d'une chaîne d'information en anglais pour les hispaniques, installée à Miami.
Le 13 septembre 2012, la société de transformation de bœuf BPI intente un procès contre American Broadcasting Company, maison-mère d'ABC News, et ses journalistes, réclamant 1,2 milliard d'USD dans l'affaire du pink slime,.
Le 11 février 2013, Univision et ABC News annoncent le nom de leur chaîne commune, Fusion devant fournir à partir de mi-2013 des informations en langue anglaise aux Hispano-Américains,.
Le 9 août 2017, ABC News annonce payer 177 millions d'USD pour clore le procès du pink slime entamé en 2012 dans lequel une entreprise alimentaire du Dakota du Sud lui réclamait un milliard d'USD.
Le 13 juin 2018, selon Fox News, Disney vendrait aussi le siège d'ABC News au 121-135 West End Avenue à New York en plus de celui d'ABC à Silverstein annoncé en avril.